# Adolfo Pedernera
Adolfo Pedernera (Buenos Aires, 15 novembre 1918 – Buenos Aires, 12 maggio 1995) è stato un allenatore di calcio e calciatore argentino, di ruolo attaccante.
Ha legato il suo nome alla storia del River Plate degli anni 40: "La Máquina".
È considerato uno dei calciatori più forti di sempre; nel 2017 è stato inserito dalla rivista Four-four-two nella lista dei 100 migliori giocatori di tutti i tempi, al posto numero 58.

## Caratteristiche tecniche
Nonostante la posizione di centro-attacco (all'epoca una sorta di "boa" in area di rigore con unico compito di mettere la palla in rete), Pedernera è più una mezza punta: ama infatti rientrare spesso a centrocampo, trascinandosi dietro il marcatore e lasciando campo libero ai compagni di reparto. Dotato di una tecnica straordinaria, ha l'incredibile capacità di riuscire a servire sempre il compagno meno marcato con lanci millimetrici. Il suo tiro potente e preciso gli ha permesso di segnare centinaia di reti in carriera.
Soprannominato el Maestro, è considerato come il calciatore che ha inventato il ruolo di trequartista, all'epoca noto come centro-attacco. Giocava quasi in ogni ruolo dell'attacco, dal centravanti al regista.

## Carriera
(Alfredo Di Stéfano.)
Cresciuto nell'Huracan, passò presto al River Plate squadra della quale sarebbe diventato la stella incontrastata della Máquina per oltre un decennio. Cede il suo posto nell'attacco del River ad Alfredo Di Stéfano, e lascia la squadra per un'offerta milionaria del Club Atletico Atlanta, dove tuttavia rimase una sola stagione. Tornò quindi all'Huracan ma nel 1949, anche a causa dello sciopero si trasferì in Colombia, accettando la proposta dei dirigenti del Millionarios dove continuò ad incantare, aggiungendo al suo palmares altri quattro titoli nazionali, sino al 1954 quando, a causa della nuova normativa sui trasferimenti, fece il suo secondo ritorno all'Huracan smettendo di giocare nel 1955. 
Ebbe anche una fortunata carriera di allenatore, svoltasi prevalentemente fra Colombia (di cui fu alla guida della nazionale ai mondiali del 1962), ed Argentina, dove vinse due titoli nazionali allenando il Boca Juniors.
Occupa la 12ª posizione nella speciale classifica dei migliori calciatori sudamericani del XX secolo pubblicata per IFFHS nel 2004.

### Nazionale
Con la nazionale giocò 36 partite condite da 18 gol e dalla conquista di tre Coppe America.

## Palmarès

### Giocatore

#### Competizioni nazionali
- Campionato argentino: 5

River Plate: 1936, 1937, 1941, 1942, 1945
- Campionato colombiano: 3

Millonarios: 1949, 1951, 1952
- Copa Colombia: 1

Millonarios: 1953

#### Nazionale
- Coppa America: 3

Argentina 1937, Cile 1941, Argentina 1946

### Allenatore

#### Competizioni nazionali
- Campionato colombiano: 3

Millonarios: 1951, 1952, 1953
- Copa Colombia: 1

Millonarios: 1953
- Campionato uruguaiano: 1

Nacional: 1955
- Campionato argentino: 1

Boca Juniors: 1964
- Copa San Martín de Tours: 1

Boca Juniors: 1964

#### Competizioni internazionali
- Pequeña Copa del Mundo: 1

Millonarios: 1953

### Videografia
- Federico Ferri e Federico Buffa, Storie di Campioni - Buffa Racconta: Alfredo Di Stéfano, Sky Sport, 2015.